# Lista odcinków serialu Era Wodnika
Poniżej znajduje się lista odcinków serialu telewizyjnego Era Wodnika, emitowanego przez amerykańską stację telewizyjną NBC od 28 maja 2014 roku. W Polsce sezon pierwszy emitowany jest od 4 kwietnia 2016 roku przez  13 Ulicę.

## Przegląd sezonów
| Sezon | Sezon | Odcinki | Pierwsza emisja | Pierwsza emisja  | Pierwsza emisja  | Pierwsza emisja  | Pierwsza emisja |
| Sezon | Sezon | Odcinki | Premiera sezonu | Finał sezonu     | Premiera sezonu  | Finał sezonu     | Dystrybucja     |
| ----- | ----- | ------- | --------------- | ---------------- | ---------------- | ---------------- | --------------- |
|       | 1     | 13      | 28 maja 2015    | 22 sierpnia 2015 | 4 kwietnia 2016  | 16 maja 2016     | 13 Ulica        |
|       | 2     | 13      | 16 czerwca 2016 | 10 września 2016 | 15 sierpnia 2018 | 15 sierpnia 2018 | Netflix Polska  |

## Sezon 1 (2015)
| Nr | #  | Tytuł                                          | Tytuł polski                          | Reżyseria        | Scenariusz                                 | Premiera (NBC)   | Premiera (13 Ulica) |
| -- | -- | ---------------------------------------------- | ------------------------------------- | ---------------- | ------------------------------------------ | ---------------- | ------------------- |
| 1  | 1  | Everybody's Been Burned                        | Każdy się sparzył                     | Jonas Pate       | John McNamara                              | 28 maja 2015     | 4 kwietnia 2016     |
| 2  | 2  | The Hunter Gets Captured By The Game           | Myśliwy w sidłach gry                 | Jonas Pate       | John McNamara                              | 28 maja 2015     | 4 kwietnia 2016     |
| 3  | 3  | Never Say Never To Always                      | Nigdy nie mów nigdy                   | Nelson McCormick | Alexandra Cunningham                       | 4 czerwca 2015   | 11 kwietnia 2016    |
| 4  | 4  | Home Is Where You're Happy                     | Dom jest tam, gdzie jesteś szczęśliwy | Michael Zinberg  | Sera Gamble                                | 11 czerwca 2015  | 11 kwietnia 2016    |
| 5  | 5  | A Change Is Gonna Come                         | Nadchodząca zmiana                    | Michael Zinberg  | Rafael Yglesias                            | 18 czerwca 2015  | 18 kwietnia 2016    |
| 6  | 6  | A Whiter Shade of Pale                         | Bledszy odcień bieli                  | Michael Offer    | David Reed                                 | 25 czerwca 2015  | 18 kwietnia 2016    |
| 7  | 7  | Cease to Resist                                | Nie stawiaj oporu                     | Michael Waxman   | Sera Gamble                                | 2 lipca 2015     | 25 kwietnia 2016    |
| 8  | 8  | Sick City                                      | Chore miasto                          | Jon Amiel        | Alexandra Cunningham, Mike Sheehan         | 9 lipca 2015     | 25 kwietnia 2016    |
| 9  | 9  | Why?                                           | Przyczyna                             | Jonas Pate       | John McNamara, Mike Sheehan                | 18 lipca 2015    | 2 maja 2016         |
| 10 | 10 | It's Alright Ma (I'm Only Bleeding)            | Świat hipokryzji                      | John Dahl        | Rafael Yglesias                            | 25 lipca 2015    | 2 maja 2016         |
| 11 | 11 | Your Mother Should Know                        | Matka wie wszystko                    | Roxann Dawson    | David Reed                                 | 1 sierpnia 2015  | 9 maja 2016         |
| 12 | 12 | (Please Let Me Love You and) It Won't Be Wrong | Miłość to nie grzech                  | Lukas Ettlin     | Alexandra Cunningham, Sera Gamble          | 8 sierpnia 2015  | 9 maja 2016         |
| 13 | 13 | Old Ego Is a Too Much Thing                    | Tyranizujące ego                      | Jonas Pate       | John McNamara, Rafael Yglesias, David Reed | 22 sierpnia 2015 | 16 maja 2016        |

## Sezon 2 (2016)
| Nr | #  | Tytuł                                                     | Reżyseria        | Scenariusz                | Premiera (NBC)   | Premiera w Polsce (Netflix) |
| -- | -- | --------------------------------------------------------- | ---------------- | ------------------------- | ---------------- | --------------------------- |
| 14 | 1  | Helter Skelter                                            | Jonas Pate       | John McNamara             | 16 czerwca 2016  | 15 sierpnia 2018            |
| 15 | 2  | Happiness is a Warm Gun                                   | Jonas Pate       | John McNamara             | 16 czerwca 2016  | 15 sierpnia 2018            |
| 16 | 3  | Why Don't We Do it in the Road                            | Timothy Busfield | Alexandra Cunningham      | 16 czerwca 2016  | 15 sierpnia 2018            |
| 17 | 4  | Revolution 1                                              | Timothy Busfield | Rafael Yglesias           | 23 czerwca 2016  | 15 sierpnia 2018            |
| 18 | 5  | Everybody's Got Something to Hide Except Me and my Monkey | James L. Conway  | David Reed                | 30 czerwca 2016  | 15 sierpnia 2018            |
| 19 | 6  | Revolution 9                                              | Jonas Pate       | Rafael Yglesias           | 7 lipca 2016     | 15 sierpnia 2018            |
| 20 | 7  | Piggies                                                   | Jon Amiel        | Sera Gamble, Mike Moore   | 14 lipca 2016    | 15 sierpnia 2018            |
| 21 | 8  | While My Guitar Gently Weeps                              | Nelson McCormick | Alexandra Cunningham      | 27 sierpnia 2016 | 15 sierpnia 2018            |
| 22 | 9  | Sexy Sadie                                                | David Boyd       | John McNamara             | 27 sierpnia 2016 | 15 sierpnia 2018            |
| 23 | 10 | Blackbird                                                 | Michael Zinberg  | Rafael Yglesias           | 3 września 2016  | 15 sierpnia 2018            |
| 24 | 11 | Can You Take Me Back?                                     | Timothy A. Good  | David Reed                | 3 września 2016  | 15 sierpnia 2018            |
| 25 | 12 | Mother Nature's Son                                       | David Duchovny   | Sera Gamble               | 10 września 2016 | 15 sierpnia 2018            |
| 26 | 13 | I Will                                                    | Jonas Pate       | John McNamara, Mike Moore | 3 września 2016  | 15 sierpnia 2018            |